# Joey Sleegers
Joey Sleegers (Helmond, 20 luglio 1994) è un calciatore olandese, centrocampista dell'Eindhoven.

## Carriera

### Club
Joey Sleegers muove i primi passi nelle giovanili dell’HVV Helmond, prima di passare nel 2002 al vivaio dell’RKC Waalwijk. Nel 2006 entra a far parte del settore giovanile del Feyenoord, dove completa la sua formazione.
Debutta tra i professionisti nel 2013 con il Feyenoord, pur senza collezionare presenze ufficiali. Nella stagione 2014-2015 si trasferisce in prestito all’FC Eindhoven, in Eerste Divisie, dove si mette in evidenza con 13 gol in 33 partite.
Nel 2015 firma con il N.E.C. Nijmegen, disputando 19 partite con una rete nella sua prima stagione. Nel 2016 si trasferisce in prestito al VVV-Venlo, dove si conferma tra i protagonisti della squadra con 8 gol in 35 presenze. Tornato al N.E.C. per la stagione 2017-2018, gioca solo 7 partite senza segnare.
Nel 2018 si trasferisce in Slovacchia all’AS Trenčín, dove disputa 40 partite e realizza 10 reti. Nel 2019 fa ritorno nei Paesi Bassi, firmando nuovamente con l’Eindhoven, con cui disputa tre stagioni prolifiche: 61 presenze e 28 gol.
Nel 2022 si trasferisce negli Emirati Arabi Uniti al Dibba Al-Fujairah, dove gioca 8 partite segnando un gol. Nel 2023 rientra nei Paesi Bassi per una breve parentesi con l’ADO Den Haag, con cui disputa 15 partite e segna una rete.
Nel corso dello stesso anno torna per la terza volta all’Eindhoven, proseguendo la carriera nella Eerste Divisie.

### Nazionale
Nel 2012 Joey Sleegers viene convocato per la prima volta dalla nazionale olandese Under-18, con cui disputa una presenza ufficiale. Due anni più tardi, nel 2014, viene selezionato anche dalla nazionale Under-20, con cui colleziona 2 presenze.

## Statistiche

### Presenze e reti nei club
Statistiche aggiornate al 26 gennaio 2018.
| Stagione            | Squadra             | Campionato          | Campionato | Campionato | Coppe nazionali | Coppe nazionali | Coppe nazionali | Coppe continentali | Coppe continentali | Coppe continentali | Altre coppe | Altre coppe | Altre coppe | Totale | Totale | Totale |
| Stagione            | Squadra             | Comp                | Pres       | Reti       | Comp            | Pres            | Reti            | Comp               | Pres               | Reti               | Comp        | Pres        | Reti        | Pres   | Reti   |        |
| ------------------- | ------------------- | ------------------- | ---------- | ---------- | --------------- | --------------- | --------------- | ------------------ | ------------------ | ------------------ | ----------- | ----------- | ----------- | ------ | ------ | ------ |
| 2014-2015           | Eindhoven           | ED                  | 33+2       | 13         | CO              | 1               | 0               | -                  | -                  | -                  | -           | -           | -           | 36     | 13     |        |
| 2015-2016           | NEC Nijmegen        | E                   | 18         | 1          | CO              | 3               | 0               | -                  | -                  | -                  | -           | -           | -           | 21     | 1      |        |
| ago. 2016           | NEC Nijmegen        | E                   | 1          | 0          | CO              | -               | -               | -                  | -                  | -                  | -           | -           | -           | 1      | 0      |        |
| ago. 2016-2017      | VVV-Venlo           | ED                  | 35         | 8          | CO              | 2               | 1               | -                  | -                  | -                  | -           | -           | -           | 37     | 9      |        |
| 2017-gen. 2018      | NEC Nijmegen        | ED                  | 7          | 0          | CO              | 2               | 0               | -                  | -                  | -                  | -           | -           | -           | 9      | 0      |        |
| Totale NEC Nijmegen | Totale NEC Nijmegen | Totale NEC Nijmegen | 26         | 1          |                 | 5               | 0               |                    | -                  | -                  |             | -           | -           | 31     | 1      |        |
| gen.-giu. 2018      | Trenčín             | SL                  | 0          | 0          | CS              | 0               | 0               | UEL                | -                  | -                  | -           | -           | -           | 0      | 0      |        |
| Totale carriera     | Totale carriera     | Totale carriera     | 94+2       | 22         |                 | 8               | 1               |                    | -                  | -                  |             | -           | -           | 104    | 23     |        |